# Messerschmitt Me 163
Il Messerschmitt Me 163 Komet era un caccia intercettore con motore a razzo prodotto dall'azienda tedesca Messerschmitt AG negli anni quaranta, l'unico operativo ad adottare questa soluzione propulsiva durante la seconda guerra mondiale. Ottenne prestazioni impareggiabili per l'epoca (il pilota collaudatore Rudy Opitz, nel 1944 raggiunse i 1123 km/h). Costruito in circa 300 esemplari, riuscì a distruggere una decina di aerei alleati.
Il Komet era una semialavolante con un motore a razzo a propellente liquido che usava due componenti estremamente volatili, il T-Stoff (perossido di idrogeno ad alta concentrazione) ed il C-Stoff (metanolo ed idrazina), molto pericolosi da maneggiare e suscettibili di esplodere al primo incidente, trattandosi di propellenti ipergolici, magari per un atterraggio un po' brusco. Oltretutto il motore poteva generare fiammate se la potenza veniva variata. Il T-Stoff era talmente corrosivo che, in caso di schianto dell'aereo, poteva letteralmente dissolvere il corpo del pilota. I Me 163 provocarono la morte di 16 piloti complessivamente.

## Storia del progetto

### Antefatti
Prima dello scoppio della seconda guerra mondiale, Hellmuth Walter iniziò a sperimentare diversi progetti di motori a razzo con perossido di idrogeno come propellente. Il perossido di idrogeno è particolarmente efficace come propellente per motori a razzo detti "monopropellente", data la sua reattività semplicemente al passare attraverso un catalizzatore metallico. Questo in pratica significa che un motore può essere costituito da niente più che una pompa e un tubo con un rivestimento a maglia metallica (uso del perossido come propellente). Alternativamente può anche essere utilizzato come comburente in combinazione con un combustibile, come per un motore a razzo convenzionale.
All'epoca le instabilità nella camera di combustione rendevano difficile la scalabilità della potenza motrice, piuttosto utile per un aereo. Sebbene alcuni missili e sistemi RATO fossero costruiti utilizzando questa tecnologia, ogni aereo che l'avesse utilizzata per il propulsore principale avrebbe dovuto avere un peso molto contenuto. Allo stesso tempo, il consumo di carburante era tale che l'aereo avrebbe dovuto avere dei grandi serbatoi per contenerlo. Queste erano caratteristiche contrastanti: aumentando la capacità dei serbatoi, sarebbero aumentate proporzionalmente il peso e l'inerzia dell'aereo.
Alexander Lippisch stava lavorando da molti anni ad alcuni progetti di alianti senza coda, che più tardi avrebbe proposto di utilizzare con i motori Walter. Sebbene Lippisch non avesse ancora concepito un aliante con propulsione a razzo, intuì che un aereo senza piani di coda avrebbe permesso la realizzazione di serbatoi interni con un ampio volume mantenendo la stessa inerzia di un velivolo convenzionale. La combinazione del motore a getto Walter con un grande aliante Lippish sembrò offrire il potenziale per creare un potente intercettore a breve raggio con propulsione a razzo.

### Il progetto
Il lavoro sul progetto iniziò sotto il patrocinio del Deutsche Forschungsanstalt für Segelflug (DFS) — l'istituto tedesco per lo studio del volo a vela. La prima fase fu la conversione del terzo prototipo della serie Delta IV, il Delta IVc noto come DFS 39 ed usato puramente come banco di prova senza motore per la fusoliera.
Poi il lavoro passò ad una variante di proseguimento con un piccolo motore a elica, nota col nome di DFS 194. Questa versione utilizzava i timoni montati sui bordi esterni delle ali, che Lippisch sapeva avrebbero causato problemi alle alte velocità, e quindi più tardi ridisegnò perché fossero montati in un convenzionale stabilizzatore sul retro dell'aereo. Il disegno includeva alcune caratteristiche ereditate dalla sua natura di aliante, delle quali la maggiore era la slitta usata per gli atterraggi, che poteva essere retratta nella fusoliera durante il volo. Per il decollo, era necessario un carrello con ruote per sostenere il peso del velivolo coi serbatoi pieni, ma questo veniva rilasciato poco dopo la partenza. Fu pianificato di sostituire il propulsore col motore Walter R-1-203 da 300 kg di spinta quando fosse stato disponibile.
Anche la Heinkel stava lavorando con i motori a getto Walter, montandoli sull'He 112 per varie prove e più tardi sul primo aereo a razzo disegnato per essere operativo, l'He 176. Heinkel fu anche scelto per produrre la fusoliera del DFS 194 quando entrò in produzione, non appena fu stabilito che il propellente, altamente volatile, sarebbe stato pericoloso su una fusoliera in legno, con la quale poteva reagire. Il lavoro continuò con il nome in codice di Progetto X.
La ripartizione dei lavori tra DFS ed Heinkel portò qualche problema, tra cui il fatto, notevole, che la DFS sembrava incapace di costruire anche solo una fusoliera del prototipo. Lippisch alla fine richiese di lasciare la DFS e di passare alla Messerschmitt. Il 2 gennaio 1939, si spostò con il suo team e con il DFS 194 parzialmente completato al centro Messerschmitt di Augsburg (Augusta).
I ritardi dovuti a questo spostamento permisero al motore di raggiungere un maggiore sviluppo, tanto che in un primo momento alla Messerschmitt fu presa la decisione di saltare la versione con motore a elica e passare direttamente a quella con motore a getto. I lavori furono terminati ad Augsburg, e l'aereo venne spedito a Peenemünde Ovest all'inizio del 1940 per dotarlo di propulsore. Sebbene il motore dimostrasse di essere estremamente inaffidabile, l'aereo fece segnare delle prestazioni eccellenti, raggiungendo in un test una velocità di 550 km/h.

## Impiego operativo
L'impiego operativo iniziò nel 1944. Occorsero più di tre anni al Major Wolfgang Späte per poter costituire la prima unità di ME-163, lo Jagdgeschwader 400, a Brandis, vicino a Lipsia. Il suo obiettivo era fornire ulteriore protezione agli stabilimenti per la produzione di carburante sintetico a Leuna, che, alla fine del 1944, venivano attaccati pesantemente e di frequente. Un altro gruppo era di base a Stargard, vicino a Stettino per proteggere il grande impianto di prodotti sintetici di Pölitz. Ulteriori sbarramenti difensivi forniti di formazioni di aerei-razzo erano previsti per Berlino, la Ruhr e il Deutsche Bucht, il grande golfo (che comprende quello di Helgoland) tra Paesi Bassi, Germania e Danimarca.
Come previsto, l'aereo dimostrò di essere estremamente veloce. Ai piloti venne ordinato di salire alla massima potenza e alla velocità di salita di 5000 metri al minuto finché non fosse finito il carburante, dopo circa due minuti e mezzo, quindi il caccia avrebbe planato contro i bombardieri nemici. Dopo averli attaccati dovevano rientrare, sempre planando, alla base, dove spesso però li aspettavano i caccia alleati che a quel punto potevano abbatterli senza difficoltà. Poiché il decollo avveniva con carrelli da lancio, i piloti dovevano essere esperti negli atterraggi ad alta velocità su pattini. A tal scopo, venivano addestrati su versioni appositamente modificate dell'aliante acrobatico DFS Habicht, a suo tempo progettato da Hans Jacobs, dotate di armamento e di ali molto accorciate, queste ultime denominate Stummel Habicht (falco monco).
Per un certo periodo i caccia alleati non avevano idea di come comportarsi con l'Me 163. Il Komet spesso saliva sopra i bombardieri più velocemente di quanto potessero tuffarsi i caccia avversari nel tentativo di intercettarlo. La tattica tipica dei Me 163 era di volare attraverso la formazione di bombardieri a 9000 m, salire poi a 10 700-12 000 m, e quindi tuffarsi di nuovo attraverso la formazione nemica. Con un po' di fortuna, questo poteva permettere al pilota di avere due possibilità per sparare qualche colpo dai suoi cannoni prima di dover ritornare alla base in volo a vela.
Siccome l'abitacolo non era pressurizzato, la tangenza operativa venne limitata a una in cui il pilota poteva resistere per alcuni minuti, respirando ossigeno da una maschera senza perdere conoscenza. I piloti furono sottoposti ad allenamento per aumentare la loro capacità operativa alle difficili condizioni della stratosfera senza una tuta di pressurizzazione. Particolare curioso, potevano ottenere delle vacanze per andare a sciare con il pretesto di allenarsi alle alte quote.
Una squadriglia da caccia, lo Jagdgeschwader 400 (JG 400), fu equipaggiata con due gruppi di aerei, con lo scopo di difendere le installazioni di gasolio nel maggio 1944. È poco noto ma l'Me 163 probabilmente eseguì la prima tentata intercettazione aerea compiuta da un velivolo a reazione nella storia: il 13 maggio 1944 un Me 163 decollato da Bad Zwischenahn, a comandi del Major Wolfgang Späte, intercettò due P-47 Thunderbolt statunitensi. Durante l'avvicinamento rapido si manifestò l'improvviso spegnimento del motore, evento che costrinse il pilota ad una frustrante procedura di riavvio in volo. Successivamente il velivolo, giunto comunque senza essere scorto quasi alla distanza utile di tiro, ebbe un grave cedimento strutturale all'ala sinistra, costringendo il pilota all'eiezione. Le prime missioni operative iniziarono alla fine di luglio, quando le squadriglie attaccarono due B-17 dell'USAAF senza però ottenere delle vittorie ufficiali, e continuarono a combattere fino alla primavera del 1945. In questo periodo, ottennero 9 vittorie ufficiali, accusando però 14 perdite.
I piloti alleati si accorsero presto della breve autonomia del motore attivato, quindi impararono ad aspettare l'esaurimento del propellente per poi lanciarsi all'attacco dei Komet. Presto riuscirono anche ad identificare gli aeroporti da cui gli Me 163 decollavano e atterravano. La maggior parte degli aerei furono persi prima ancora che i piloti potessero essere addestrati su di essi, e sembrò chiaro che il piano originale di creare una grande rete di difesa con gli Me 163 non avrebbe potuto essere realizzato.
Dal punto di vista operativo, il Komet fu un fallimento, subendo più perdite (perlopiù dovute a incidenti in atterraggio) che vittorie, ufficialmente solo 16. La bassa cadenza di tiro dei suoi cannoni permetteva di colpire con pochi proiettili i bombardieri nemici, data anche l'estrema differenza di velocità con l'obiettivo.
Allo stesso tempo il Komet fu un progetto futuribile, molto in anticipo sui tempi. Fu uno dei primi segni che indicarono la fine dell'era degli aerei ad elica, e ispirò i progetti di altri aerei innovativi, come il Bachem Ba 349 Natter e il Convair XF-92.

## Versioni

### Me 163 A
La produzione di una serie di prototipi iniziò nel primo 1941, con il nome di Me 163. La segretezza su quel numero, il 163, fu tale che in realtà il nome Bf 163 era quello dato a un progetto per produrre un piccolo aereo per due passeggeri, che aveva gareggiato contro il Fieseler Fi 156 Storch per un contratto di produzione. In questo modo si pensava che i servizi segreti stranieri avrebbero concluso che ogni riferimento fosse relativo a quel precedente progetto. L'Me 163 A V1 fu inviato a Peenemünde per ricevere un motore aggiornato, e il 2 ottobre 1941, un modello successivo, l'Me 163 A V3 segnò il nuovo record del mondo di velocità con 1004,5 km/h. Questo non sarebbe stato ufficialmente eguagliato che nel dopoguerra, con i primi voli dei nuovi caccia jet di Gran Bretagna e Stati Uniti, e fu superato la prima volta solo il 20 agosto 1947, dal Douglas Skystreak, un aereo di ricerca americano con turboreattore. Furono costruiti cinque prototipi Me 163 V, in aggiunta al primo DFS 194, seguiti dai primi esemplari di produzione chiamati Me 163 A-0.
Durante i test numerosi problemi furono causati al momento del decollo dal carrello sganciabile perché quando il pilota lo rilasciava, questo rimbalzava e danneggiava la struttura dell'aereo. All'atterraggio, alcuni malfunzionamenti agli estensori idraulici dello slittino potevano causare gravi danni alla schiena dell'aviatore. Lo stesso aereo era difficilmente controllabile durante l'atterraggio, impedendo al pilota di evitare eventuali ostacoli. Inoltre, lo slittino di atterraggio costringeva l'aereo a rimanere immobile sulla pista di atterraggio, formando un ostacolo per gli altri aerei della Luftwaffe ed un possibile bersaglio per il nemico.
Tuttavia le prestazioni del Komet erano straordinarie e si pianificò di piazzare squadroni di Me 163 in modo che coprissero tutto spazio aereo della Germania in circoli di 40 km. Venne data la massima priorità allo sviluppo di una versione operativa.

### Me 163 B
Nel frattempo la Walter aveva iniziato il lavoro sul nuovo HWK 109-509, usando una nuova formula, che aggiungeva una miscela di idrazina e metanolo (chiamato C-Stoff) al perossido di idrogeno concentrato (T-Stoff), usato come ossidante, per ottenere una spinta maggiore. Questo portò a un Me 163 B fortemente modificato, nel tardo 1941.

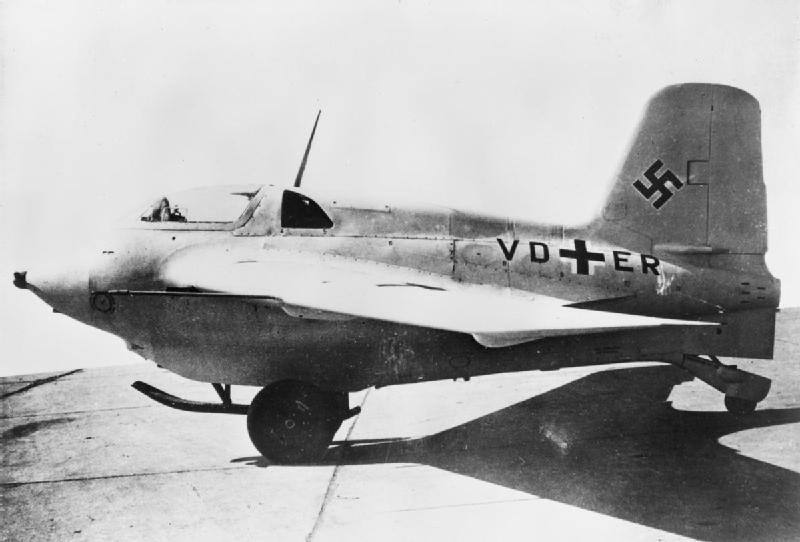
L'ottavo prototipo (V8) di Messerschmitt Me 163 B

A causa della richiesta del RLM che pretendeva la possibilità di regolare la spinta del motore, il nuovo propulsore crebbe più complesso del primo, e perse in affidabilità. Ci vollero altri due anni prima che i modelli B fossero pronti per i test, dai quali si chiarì che il controllo della potenza era una necessità, senza di questo l'aereo accelerava talmente in fretta da portare dei seri problemi di compressione al pilota e alla struttura, e diveniva impossibile da controllare.
I due prototipi vennero seguiti da trenta Me 163 B-0, armati con due cannoni MG 151/20 e da circa 400 Me 163 B-1 armati con due cannoni MK 108. Nella letteratura su questo aereo si incontrano occasionalmente dei riferimenti alle sottoserie B-1a o Ba-1, ma il significato di queste designazioni è ancora oscuro. All'inizio della guerra la lettera a era aggiunta alle varianti da esportare (B-1a) o alle varianti costruite all'estero (Ba-1), ma non esistevano né versioni da esportare, né versioni costruite all'estero. Più tardi la lettera a fu usata per aerei con tipi diversi di motore (ad esempio, l'Me 262 A-1a con i motori Jumo, l'A-1b con i motori BMW). Siccome fu pianificato di dotare il Me 163 con il motore a razzo BMW P3330A, è abbastanza probabile che la lettera a fosse utilizzata per identificare queste differenti motorizzazioni. Solo un Me 163, il V10, venne testato con il motore BMW, così questo suffisso alla designazione venne presto abbandonato.
Le prestazioni dell'Me 163 superavano di gran lunga quelle di tutti i caccia a pistoni contemporanei. Dopo il decollo avrebbe viaggiato a più di 320 km/h alla fine della corsa di decollo, e a questo punto sarebbe salito con un angolo di 80° fino alla quota dei bombardieri nemici. In caso di necessità, avrebbe potuto raggiungere quote ancora più elevate, fino a toccare i 12 000 m di altezza in soli tre minuti. Una volta in quota avrebbe dovuto scendere in volo livellato e accelerare a velocità di almeno 880 km/h, che lo avrebbero reso virtualmente inattaccabile da qualsiasi aereo alleato.
Ma in questo periodo gli sforzi della Messerschmitt erano completamente occupati nella produzione dei Bf 109 e dai tentativi di portare il Me 210 in servizio. La produzione venne assegnata in una dispersiva rete centrata a Klemm, ma i problemi ai controlli di qualità erano tali da spostare successivamente il lavoro alla Junkers, che al momento non aveva particolari impegni produttivi.

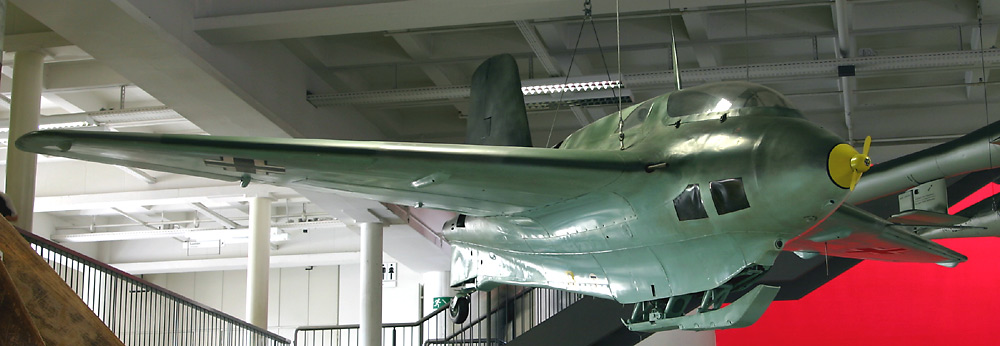
Me 163 al Deutsches Museum di Monaco

Venne pianificata l'introduzione dell'Me 163 S al ruolo di addestratore; era privo di motore a razzo e aveva un secondo sedile dietro il pilota per l'istruttore. Il 163 S sarebbe stato utilizzato per addestramento all'atterraggio veleggiato, che dimostrò essere un serio problema per i piloti. Sembra che tutti i 163 S furono convertiti dalla prima serie di prototipi per i 163 A.
La bassa cadenza dei cannoni MK 108 sembrò essere un grave problema in servizio. Il Komet viaggiava a velocità talmente alta che gli era quasi impossibile colpire un bombardiere con i tre colpi necessari per distruggerlo. Vennero tentate alcune soluzioni innovative, la più promettente delle quali sembrò essere l'introduzione di un'arma chiamata Sondergerät 500 Jägerfaust. Questa consisteva in una serie di cannoni da 50 mm a canna corta e a colpo singolo sparanti verso l'alto. Ne vennero montate cinque per ogni radice alare dell'aereo. Il grilletto era azionato da una fotocellula posta sulla superficie superiore della fusoliera, e quando il Komet volava sotto un bombardiere, il cambio di luminosità dovuto all'ombra dell'aereo poteva causare la detonazione dei colpi. Non appena veniva sparato un colpo, il relativo cannone veniva espulso all'indietro, per evitare il rinculo dell'arma. Sembra che questo sistema sia stato utilizzato in combattimento una volta sola, causando la distruzione di un bombardiere Halifax.

### Varianti successive

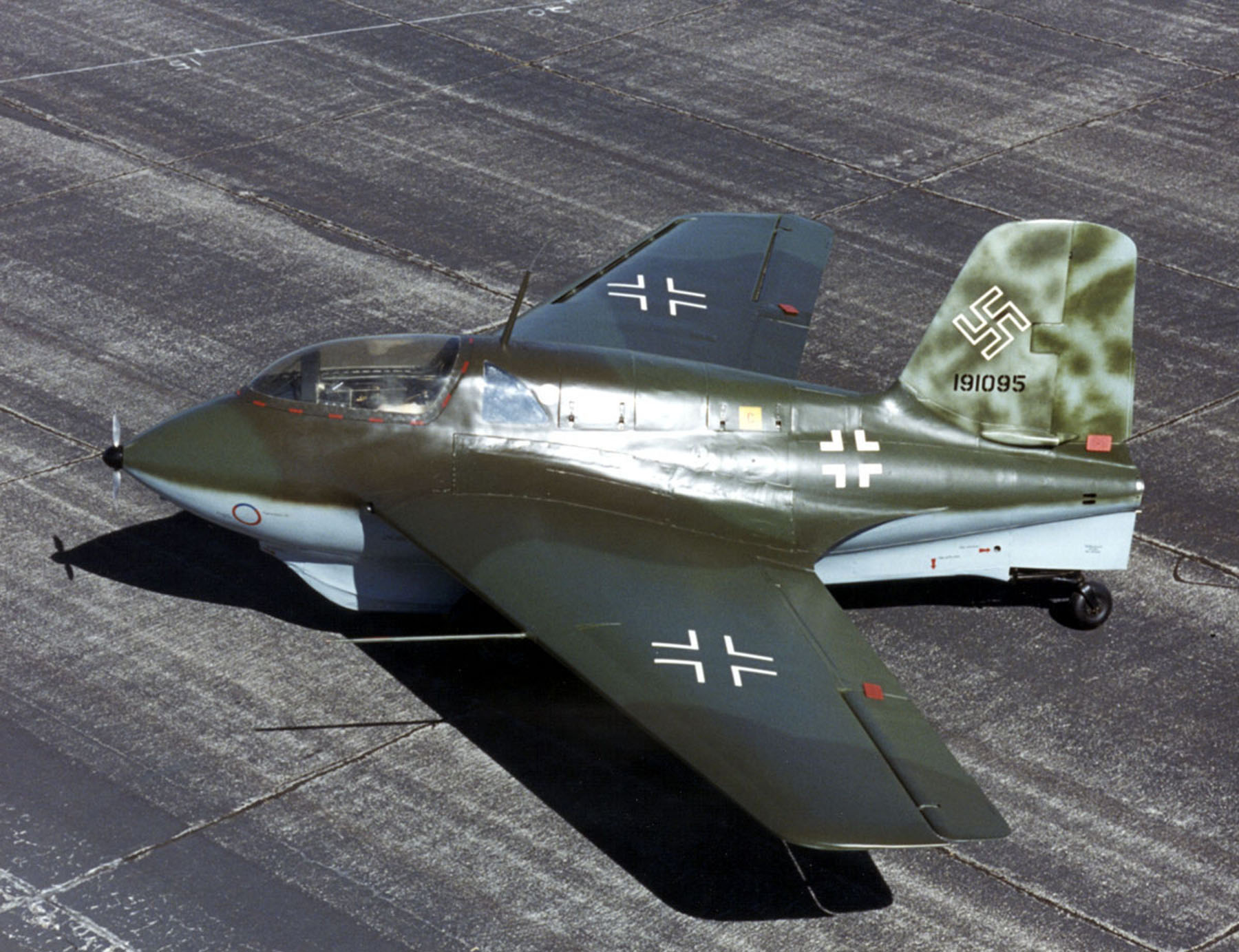
Me 163 B

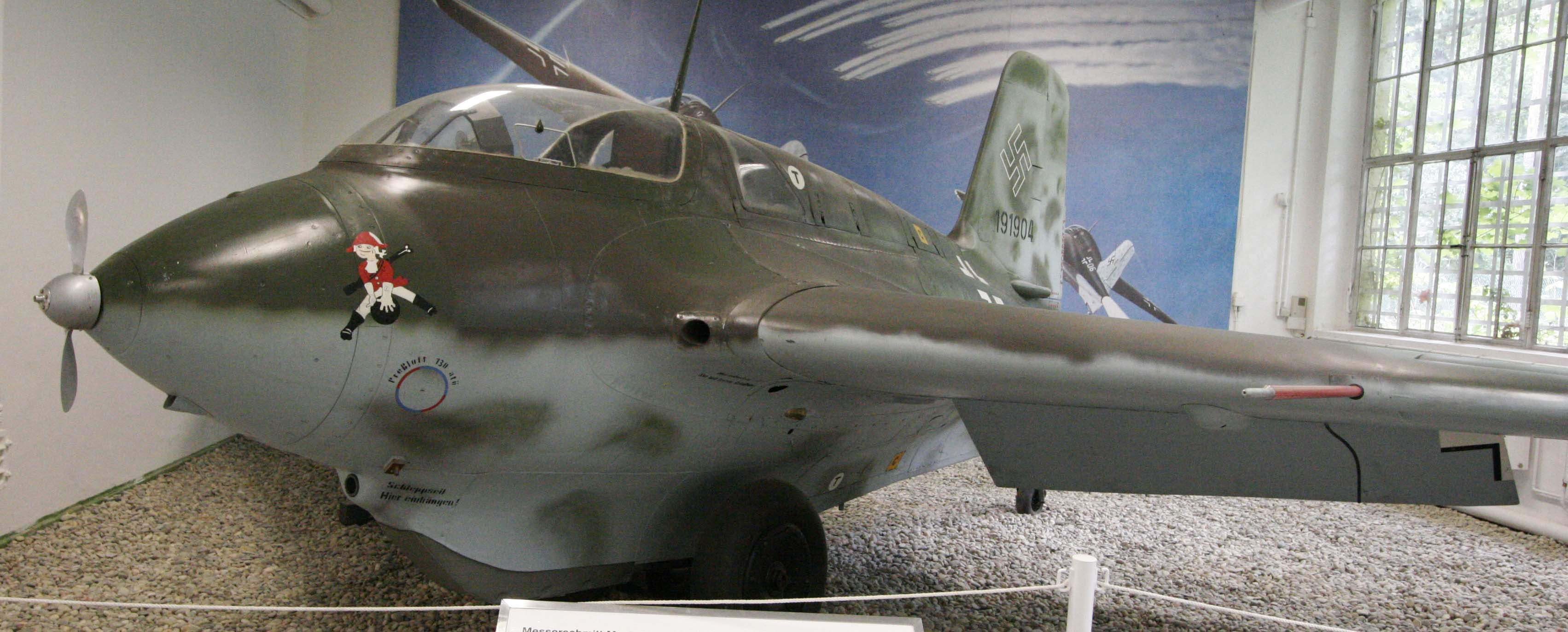
Me 163 al Luftwaffenmuseum

Un altro grave problema del progetto era il brevissimo tempo di volo, che non raggiunse mai le aspettative di Walter. Con solo 8 minuti di volo a getto, l'aereo non era altro che un intercettore di punto. Per risolvere questo problema, si iniziò a lavorare su un motore con due camere di combustione separate, una utilizzata per la grande potenza utile per il decollo e la salita, e l'altra per un volo di crociera a bassa potenza. Questo motore, l'HWK 109-509.C avrebbe aumentato l'autonomia almeno del 50%. Due 163 B, il V6 e il V18, vennero equipaggiati sperimentalmente con il nuovo motore, e testati nel 1944.
Waldemar Voigt, degli uffici della Messerschmitt Oberammergau, riprogettò il 163 perché accogliesse il nuovo motore, oltre che per eliminare alcuni altri problemi. Il risultante Me 163 C aveva un'ala più larga a causa di un inserto nella radice alare, una fusoliera più lunga con un serbatoio più grande ottenuto grazie all'aggiunta di un inserto dietro l'ala, un nuovo abitacolo pressurizzato con una cappottina a goccia che aumentò drasticamente la visibilità. Il serbatoio più grande e la cabina pressurizzata permisero di aumentare la tangenza operativa a 15 800 m. Aumentò pure l'autonomia del motore a 12 minuti, quasi raddoppiando il tempo di combattimento da 5 a 9 minuti. Vennero pianificati tre prototipi, ma sembra che solo uno abbia volato effettivamente, e senza motore.
Nel frattempo stava prendendo forma un'altra modifica con il nome Me 163 D, che riprendeva il disegno del 163 B, ma aveva la fusoliera più lunga per consentire la stiva di più propellente e un nuovo carrello triciclo retrattile. Il lavoro su questa versione fu inviato alla Focke-Achgelis, che produsse un solo prototipo nel tardo 1944 o nel primo 1945.
Ma a questo punto sembra che Willy Messerschmitt si fosse stancato dell'intero progetto, e spostò tutto il lavoro ai modelli avanzati della Junkers. Qui prese forma un nuovo disegno sotto la direzione di Heinrich Hertel, che a Dessau tentò di unire le funzioni avanzate del 163 C con il carrello di atterraggio retrattile del 163D. Il risultante Junkers Ju 248 era costruito con una fusoliera in tre sezioni per semplificare la costruzione. Il prototipo V1 venne completato per i test nell'agosto 1944, e fu valutato in volo veleggiato, trainato da uno Junkers Ju 188. A quanto pare il motore Walter 109-509.C venne montato in settembre, ma non è chiaro se fu poi effettivamente testato. A questo punto la RLM riassegnò il progetto alla Messerschmitt, e prese il nome di Me 263. Tuttavia questa fu solo una formalità, in quanto il lavoro venne effettivamente continuato dalla Junkers.
Nel momento in cui il progetto era pronto per essere mandato in produzione, dopo alcuni ritardi, l'impianto nel quale doveva essere costruito fu conquistato dalle forze sovietiche. Questa variante non raggiunse mai lo stato operativo, ma il lavoro su di essa continuò ancora per qualche tempo ad opera della russa Mikoyan-Gurevich (MiG), dove prese il nome di Mikoyan Gurevich I-270.

### Varianti giapponesi
Come parte della loro alleanza, la Germania fornì all'Impero Giapponese i progetti e un esemplare del Me 163. Le versioni nipponiche vennero designate come aerei da addestramento, caccia, e intercettori. Le differenze tra le varianti erano molto poche. Il Mitsubishi J8M Shusui (o Ki-200) ("Shu" in giapponese significa "autunno", "sui" significa "acqua") era l'equivalente del 163 B, armato con due cannoni Ho 155-II da 30 mm. La versione per la marina, il Mitsubishi J8M1 Shusui, semplicemente montava un cannone Type 5 da 30 mm al posto dell'Ho 155.
La Mitsubishi pianificò anche di produrre una versione del 163 C per la marina, nota come J8M2 Shusui Modello 21. Una versione del 163 D/263 era nota come J8M3 Shusui per la marina, con un cannone Tipo 5, e il Ki-202 Shusui-kai ("kai" in Giappone identificava i modelli modificati) con il Ho 155-II per l'esercito.
Vennero progettati degli addestratori, che erano grezzamente l'equivalente dell'Me 163 A-0/S. Questi erano conosciuti come Yokoi Ku-13 Akigusa ("Aki" in giapponese significa "autunno" e "gusa" ("kusa") significa "erba") o come Ki-200 Syusui, aliante per addestramento agli intercettori a razzo.
Altre varianti degli addestratori includevano:
- L'aliante sperimentale Yokoi Ki-13 Shusui. Questo veleggiatore era creato con il nome Ki-200 Syusui, aliante da addestramento per gli intercettori a razzo. Il progetto venne eliminato per gli eccessivi costi.
- Kugisho/Yokosuka MXY-8 Akigusa, un aliante da addestramento per intercettori a razzo (versione sperimentale dello Shusui). Fu costruito con la designazione J8M1 Syusui.
- Kugisho/Yokosuka MXY-9 veleggiatore pesante sperimentale Shusui. Questo aliante fu creato come l'addestratore per il J8M1 Syusui, ma il programma venne cancellato per gli eccessivi costi.
- Kugisho/Yokosuka MXY-9 Shuka aliante da addestramento. Questo aereo avrebbe dovuto usare il motore a razzo Hitachi Haysukaze-11 installato sulla fusoliera del MXY-8.

## Esemplari attualmente esistenti
La gran parte degli Me 163 ancora esistenti faceva parte dello squadrone JG400 e venne catturata dai britannici a Husum, la base dello squadrone nel momento in cui la Germania si arrese nel 1945.

### Stati Uniti
- Cinque Me 163 furono portati negli Stati Uniti nel 1945. Un Me 163 B-1a, Werknummer (numero di serie) 191301, arrivò a Freeman Field, nell'Indiana durante l'estate del 1945, e ricevette la registrazione riservata all'equipaggiamento straniero FE-500. Il 12 aprile 1946, volò su un cargo delle forze aeree statunitensi fino al lago salato di Murdoc, in California per dei test di volo. I test iniziarono il 3 maggio 1946, in presenza del Dr. Alexander Lippisch ed inclusero il lancio del Komet senza propellente da un Boeing B-29 Superfortress da un'altitudine compresa tra i 9 000 e i 10 500 m. Furono pianificati dei test con propulsore, ma non furono eseguiti dopo che si palesarono alcuni problemi al legno delle ali. Venne poi immagazzinato presso la Norton AFB, in California fino al 1954, quando fu trasferito allo Smithsonian Institution. L'aereo rimase in mostra senza essere restaurato nel museo Paul E. Garber a Suitland, nel Maryland, fino al 1996, quando fu spedito al Mighty Eighth Air Force Heritage Museum a Savannah, in Georgia per ristrutturazione ed esibizione. Alla fine venne restituito allo Smithsonian per una mostra al Steven F. Udvar-Hazy Center vicino a Washington
- Me 163 B, Werknummer 191095, fu messo in mostra al National Museum of the United States Air Force vicino a Dayton (Ohio) il 10 dicembre 1999. L'aereo era in possesso del Canadian National Aviation Museum, che l'aveva anche ristrutturato. Il tester dei Komet Rudolf "Rudi" Opitz fu proposto per una dedica dell'aereo e parlò delle sue esperienze di volo sul caccia a razzo a una grande folla in piedi. Durante la ristrutturazione dell'aereo in Canada si scoprì che esso era stato assemblato da lavoratori forzati francesi che lo avevano sabotato ponendo degli oggetti taglienti tra i serbatoi di carburante del razzo e le sue cinghie di supporto. Ci sono anche indizi che l'ala fu assemblata impropriamente. Dentro la fusoliera furono trovate scritte patriottiche francesi. L'aereo è in mostra senza alcun numero di identificazione o Werknummer.
- Me 163 B, Werknummer 191660, "3 giallo", è di proprietà della Flying Heritage Collection. Tra il 1961 e il 1976, questo aereo fu in mostra al Imperial War Museum a Londra. Nel 1976, fu spostato al Imperial War Museum Duxford. Subì un lungo restauro, iniziato nel 1997, che fu spesso interrotto perché i restauratori erano impegnati in progetti giudicati più importanti. Nel maggio del 2005, fu venduto per 800 000 sterline per permettere al museo di acquistare un de Havilland/Airco DH.9, dato che il museo Duxford non aveva esemplari di bombardieri della prima guerra mondiale nella sua collezione. Il permesso di esportarlo fu accordato dal governo britannico dato che altri tre Komet erano esposti in musei inglesi.

### Regno Unito

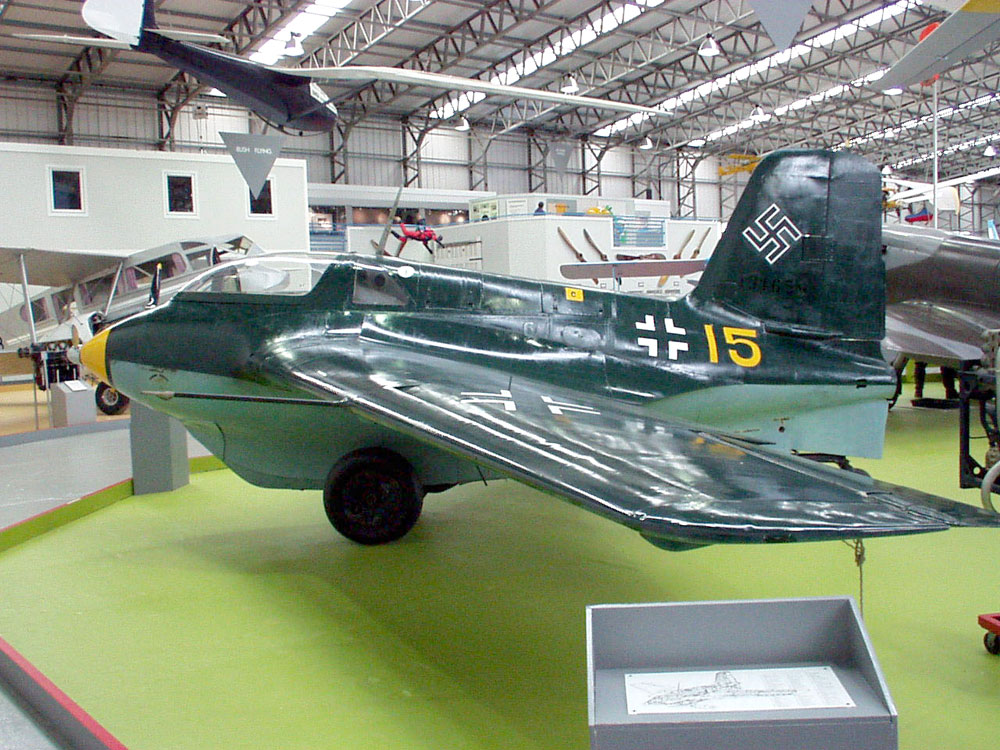
Un Me 163 B-1a al Museum of Flight

- Me163 B, Werknummer 191316, "6 giallo", è stato in mostra al Science Museum a Londra, in Inghilterra fin dal 1964, con il motore Walter rimosso ed esibito in un'altra sezione. Un secondo motore Walter e un carrellino per il decollo fanno parte della collezione del museo, ma non sono generalmente esposti al pubblico
- L'Me 163 B, Werknummer 191614, si trova al Royal Air Force Museum a Cosford dal 1975. Prima di allora, si trovava al Rocket Propulsion Establishment situato a Westcott, nel Buckinghamshire.
- Me 163 B-1a, Werknummer 191659, identificato con il numero RAF AM215, "15 giallo", venne catturato a Husum nel 1945 e inviato al College of Aeronautics a Cranfield, in Inghilterra nel 1947. Dopo alcuni anni in cui fu esibito in diversi airshow in tutto il Regno Unito, fu esposto al National Museum of Flight all'aeroporto di East Fortune, nell'East Lothian, in Scozia nel 1976.

### Germania
- Un Me 163 B, Werknummer 191904, 25 giallo, appartenente al JG 400 venne catturato dalla RAF ad Husum nel 1945. Venne spedito in Inghilterra, dove arrivò prima a Farnborough, poi fu trasferito a Brize Norton l'8 agosto 1945, prima di trovare collocazione definitiva al Museo della Stazione a Colerne. Quando il museo venne chiuso nel 1975, l'aereo fu spedito al RAF St. Athan, ricevendo il numero di catalogo a terra 8480M. Il 5 maggio 1988 l'aereo fu restituito alla fabbrica della Luftwaffe dove fu costruito l'Alpha Jet, a Oldenburg (JBG 43). La fusoliera, eccetto il cockpit, era in buono stato ma il motore mancava. Alla fine una anziana donna tedesca si presentò con gli strumenti che suo marito aveva collezionato dopo la fine della guerra, e il motore venne riprodotto da una macchina in possesso di Reinhold Optiz. La fabbrica chiuse nei primi anni '90, e il "giallo 25" fu spostato a un piccolo museo creato in quel sito. Il museo conteneva aerei che un tempo stavano in esposizione in basi aeree, o che erano rimasti danneggiati nella stessa base. Nel 1997 "Giallo 25" fu finalmente trasferito al Luftwaffe Museum, situato nella ex base RAF di Berlin-Gatow, dove è tuttora esposto assieme a un motore a razzo Walter HWK 109-509. Da notare come una svastica originale sia ancora presente sulla coda, nonostante la legge tedesca sia molto severa in merito all'esposizione di simboli nazisti. La maggior parte degli aerei della Luftwaffe esposti nei musei è infatti priva di svastiche.
- Un Me 163 B, Werknummer 191316, noto come "6 giallo" del JG 400, è esposto al Deutsches Museum a Monaco di Baviera.

### Canada
- Me 163 B, Werknummer 191659 o 191914, è in mostra al Canada Aviation Museum, ad Ottawa. Come i due Komet britannici, questo aereo faceva parte del JG400 e fu catturato ad Husum. Fu spedito in Canada nel 1946.

### Australia
- Me 163 B, Werknummer 191907, fa parte della collezione dell'Australian War Memorial. Anche questo aereo fece parte del JG400 che fu catturato ad Husum.